# Rovegno
Rovegno (Roegno in ligure) è un comune italiano di 471 abitanti della città metropolitana di Genova in Liguria.

## Geografia fisica
Il territorio comunale è situato in alta val Trebbia, una cinquantina di chilometri stradali a nordest di Genova (33 km in linea d'aria) con lo sviluppo del paese principale lungo il versante destro del fiume Trebbia.
Tra le vette del territorio il monte Oramara (1522 m), il monte Montarlone (1501 m), il monte Roccabruna (1418 m), il monte Gifarco (1381 m), il poggio Piatto (1333 m), il monte della Cavalla (1328 m), il monte Pianazzi (1142 m), il Pietra Bianche (1105 m), il poggio Carmine (1097 m).

## Origini del nome
Circa la natura del termine, l'origine etimologicamente più convincente sembra essere quella che rimanda al sostantivo latino Ruber, designante il colore rosso; il legame deriverebbe dalle miniere di rame nelle immediate vicinanze dell'abitato, sfruttate certamente durante l'antichità, le cui terre di scarto sono di un colore rosso tendente all'arancio.

## Storia

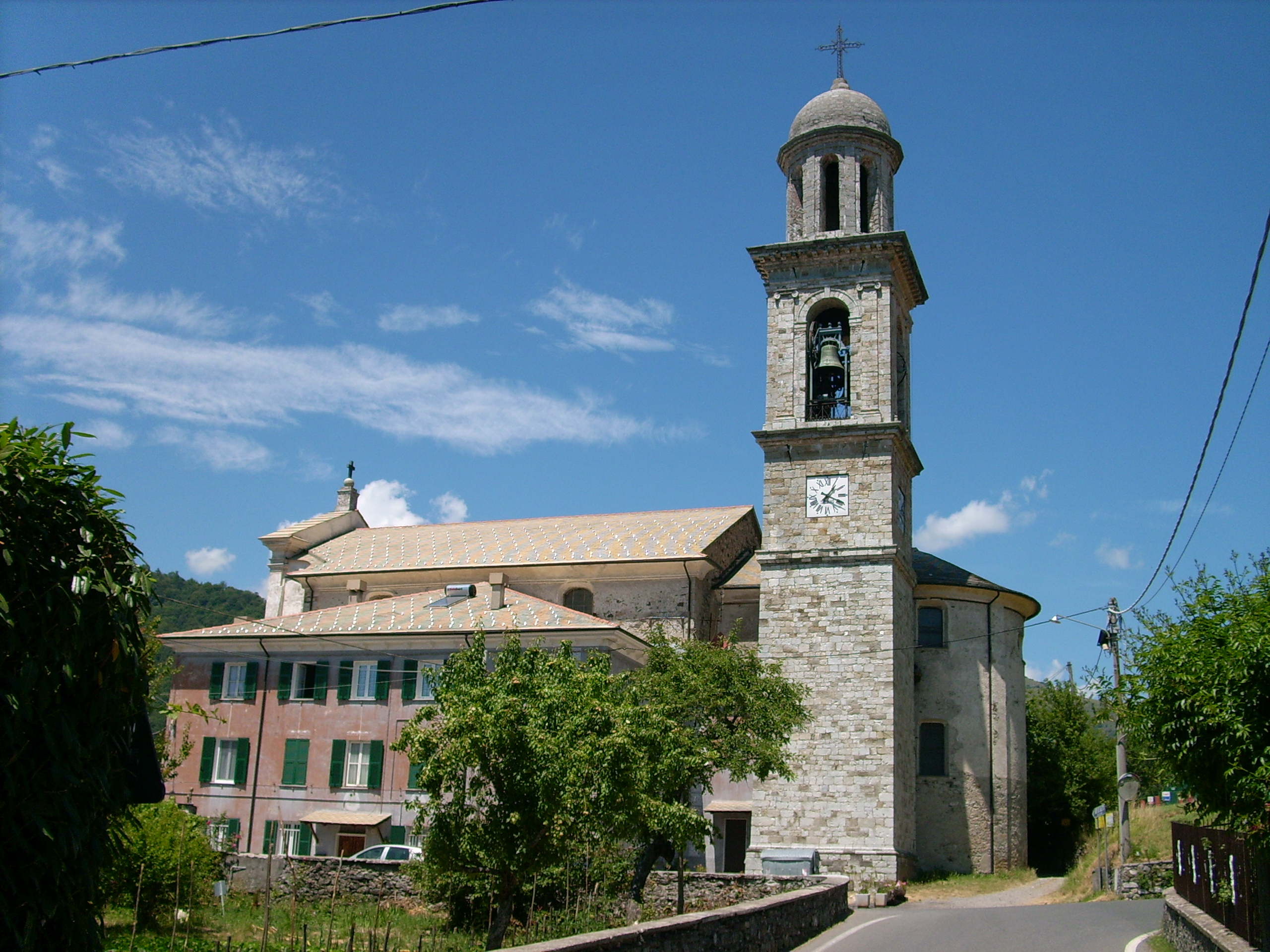
La chiesa di San Giovanni Evangelista di Rovegno

Il primo documento ufficiale in cui appare per la prima volta il nome di Rovegno è un atto notarile, datato al 19 giugno 863.
Diversi studi effettuati su alcuni ritrovamenti preistorici, tra cui un'ascia in pietra nella frazione di Zerbo, fanno risalire i primi insediamenti umani al periodo neolitico. Altri documenti cartacei, conservati nell'archivio parrocchiale rovegnese e atti del Comune di Rapallo, citano abitanti di Rovegno in atti datati al 17 luglio 1197 in un giuramento di fedeltà alla famiglia Malaspina di Orezzoli, quest'ultima frazione di Bobbio.
Fin dall'epoca longobarda divenne territorio dell'abbazia bobbiese di San Colombano e successivamente possedimento dei Feudi imperiali nel Contado di Ottone. Dominato dai conti Fieschi di Lavagna dall'XI secolo al XIII secolo, a partire dalla metà di tale secolo divenne proprietà della Repubblica di Genova, condividendone le glorie e le sorti. Non esistono altre fonti storiche relative all'antico passato del paese, a causa della prima guerra mondiale che distrusse i documenti conservati prima del 1815.
Con la nuova dominazione francese napoleonica le varie località sparse del territorio furono riunite nella neo costituita municipalità di Rovegno che, dal 2 dicembre 1797, rientrò nel dipartimento dei Monti Liguri Orientali, con capoluogo Ottone, all'interno della Repubblica Ligure. Dal 28 aprile del 1798 con i nuovi ordinamenti francesi, divenne capoluogo del II cantone della giurisdizione dei Monti Liguri Orientali e dal 1803 centro principale del IV cantone della Trebbia nella giurisdizione dell'Entella. Annesso al Primo Impero francese dal 13 giugno 1805 al 1814 venne inserito nel dipartimento di Genova aggregandolo alla giurisdizione di Bobbio.

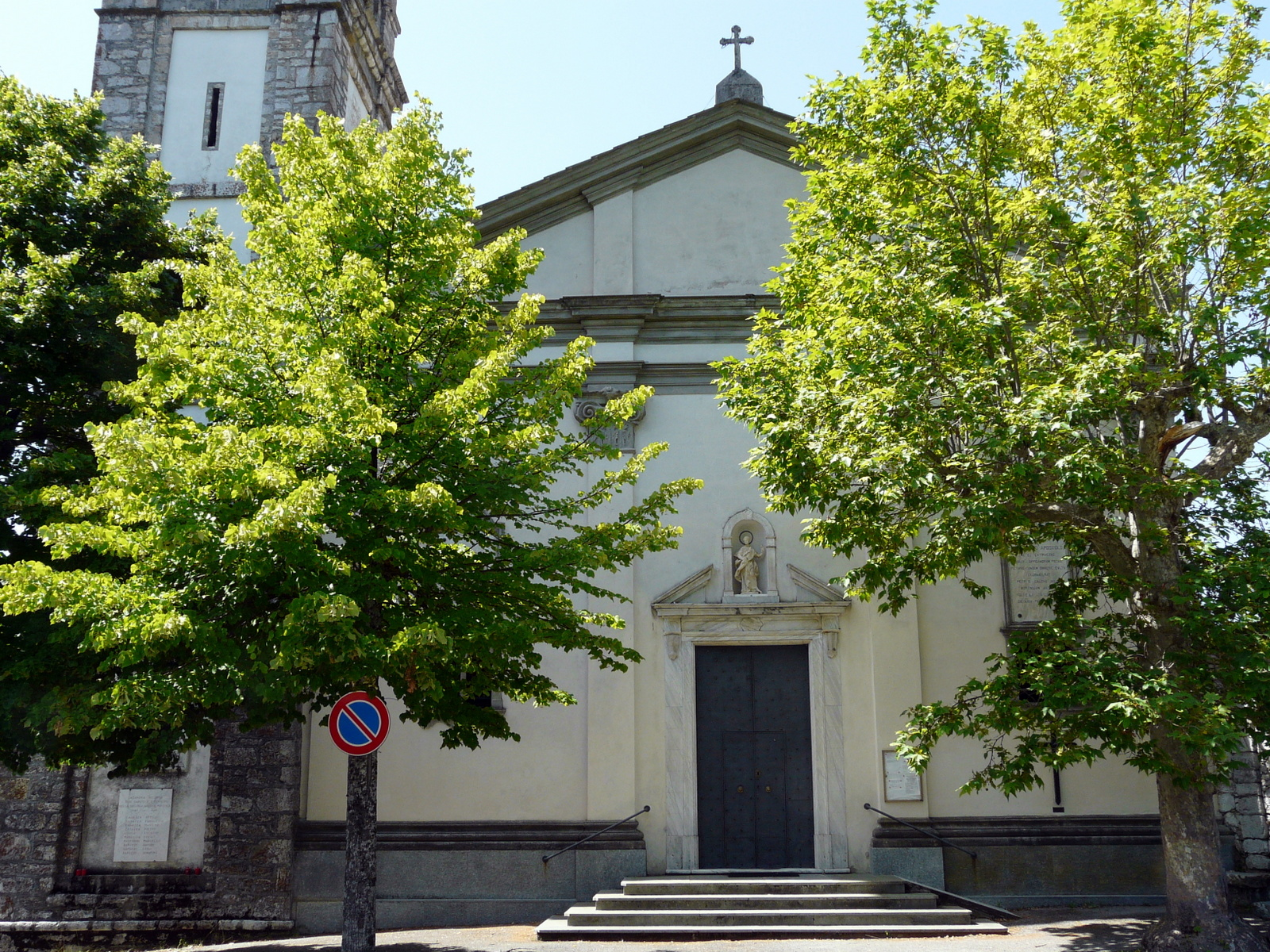
La chiesa di San Pietro della frazione di Casanova

Nel 1815 fu inglobato nel Regno di Sardegna, sotto la provincia di Bobbio, secondo le decisioni del congresso di Vienna del 1814; il 7 febbraio del 1819 passò sotto il controllo del mandamento di Ottone, sempre nella provincia bobbiese. Successivamente rientrò nel Regno d'Italia dal 1861. Dal 1859 al 1923 il territorio fu compreso nel circondario di Bobbio della provincia di Pavia.
Il 17 luglio del 1908 si verificò un violento nubifragio con una piena straordinaria della Trebbia che devastò case e campagne soprattutto nel territorio del mandamento bobbiese di Ottone e fra i confini delle provincie di Genova e Pavia, con gravi danni nell'abitato di Gorreto, distruggendo cinque ponti lungo la statale 45, fra cui il ponte che da Rovegno collega il paese di Fontanigorda, interrompendo le comunicazioni stradali fra Ottone e Torriglia, e la linea telegrafica fra Bobbio e Genova; danni ed allagamenti anche nel piacentino a Rivergaro e a Sant'Antonio a Trebbia nei pressi di Piacenza.
Con la soppressione del circondario bobbiese, il regio decreto nº 1726 datato 8 luglio 1923 stabilì il passaggio di Rovegno nell'allora provincia di Genova.
Come buona parte dell’alta val Trebbia, la zona fu teatro di scontri fra i nazi-fascisti e le formazioni partigiane resistenti. Numerose lapidi, croci e monumenti restano a testimonianza dei caduti partigiani o civili spesso fucilati sul posto. Infine, tra il 1944 e il 1945 la colonia di Rovegno, venne utilizzata dalle forze partigiane come rifugio e centro di prigionia per fascisti e nazisti. Non si conosce il numero preciso dei prigionieri uccisi, ma di un centinaio di essi, a guerra finita, venne riconosciuta l'identità dai familiari.
Distruzioni imponenti e danni ingenti si verificarono con l'alluvione che colpì la val Trebbia il 19 settembre 1953.
Dal 1973 al 31 dicembre 2008 ha fatto parte della Comunità montana Alta Val Trebbia e, con le nuove disposizioni della Legge Regionale nº 24 del 4 luglio 2008, fino al 2011 della Comunità montana delle Alte Valli Trebbia e Bisagno.
Dal 2014 al 2024 ha fatto parte dell'Unione dei comuni montani dell'Alta Val Trebbia.

### Simboli
Stemma
Gonfalone
Bandiera
Lo stemma e il gonfalone sono stati concessi con il decreto del presidente della Repubblica del 29 ottobre 1997.

Il riferimento all'albero di mele, il melo, trova spunto dalla principale attività agricola del comune; le tre vette corrisponderebbero alle tre montagne che circondano il territorio comunale. 

## Monumenti e luoghi d'interesse

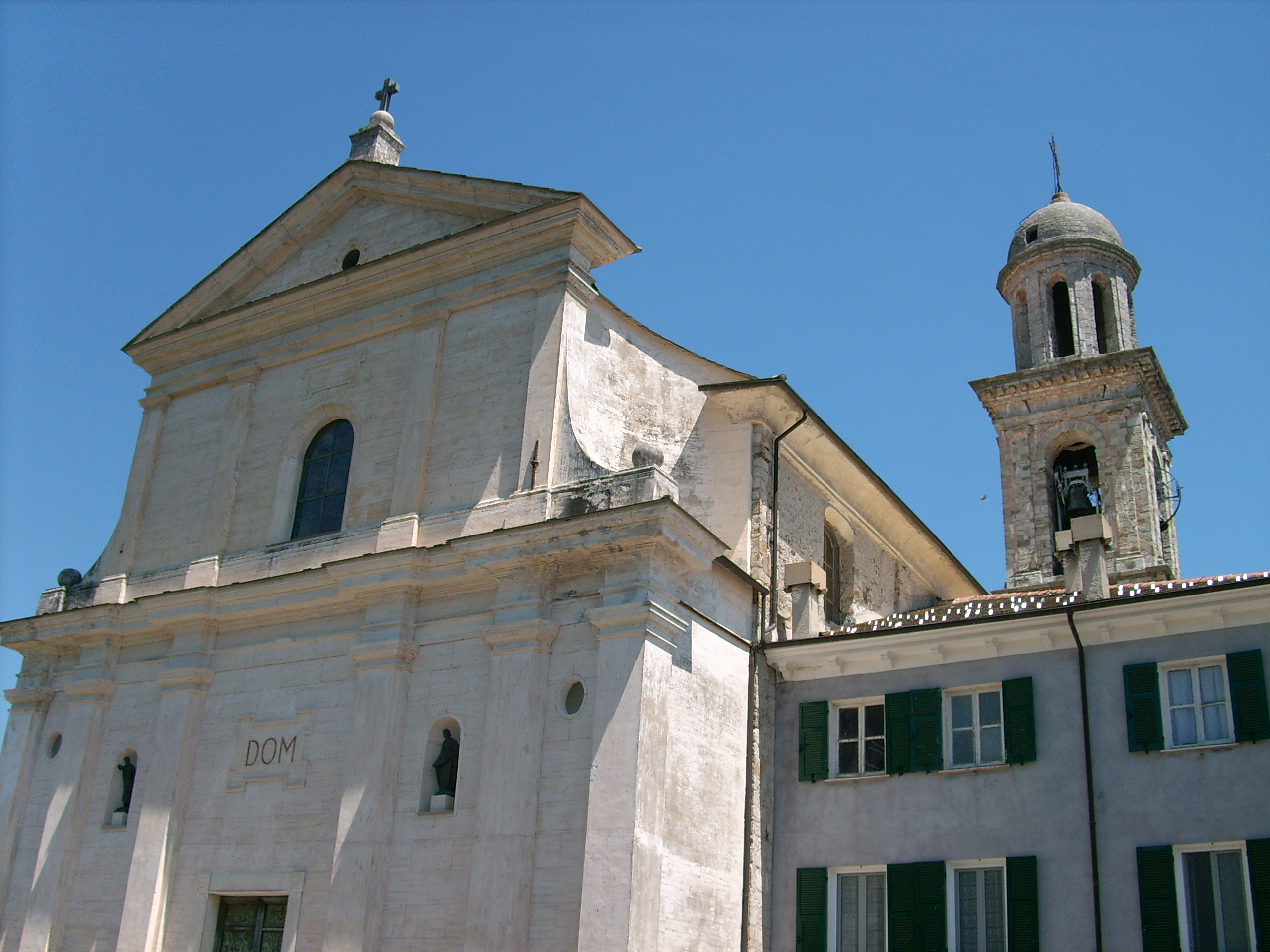
Facciata della chiesa parrocchiale di San Giovanni Evangelista di Rovegno

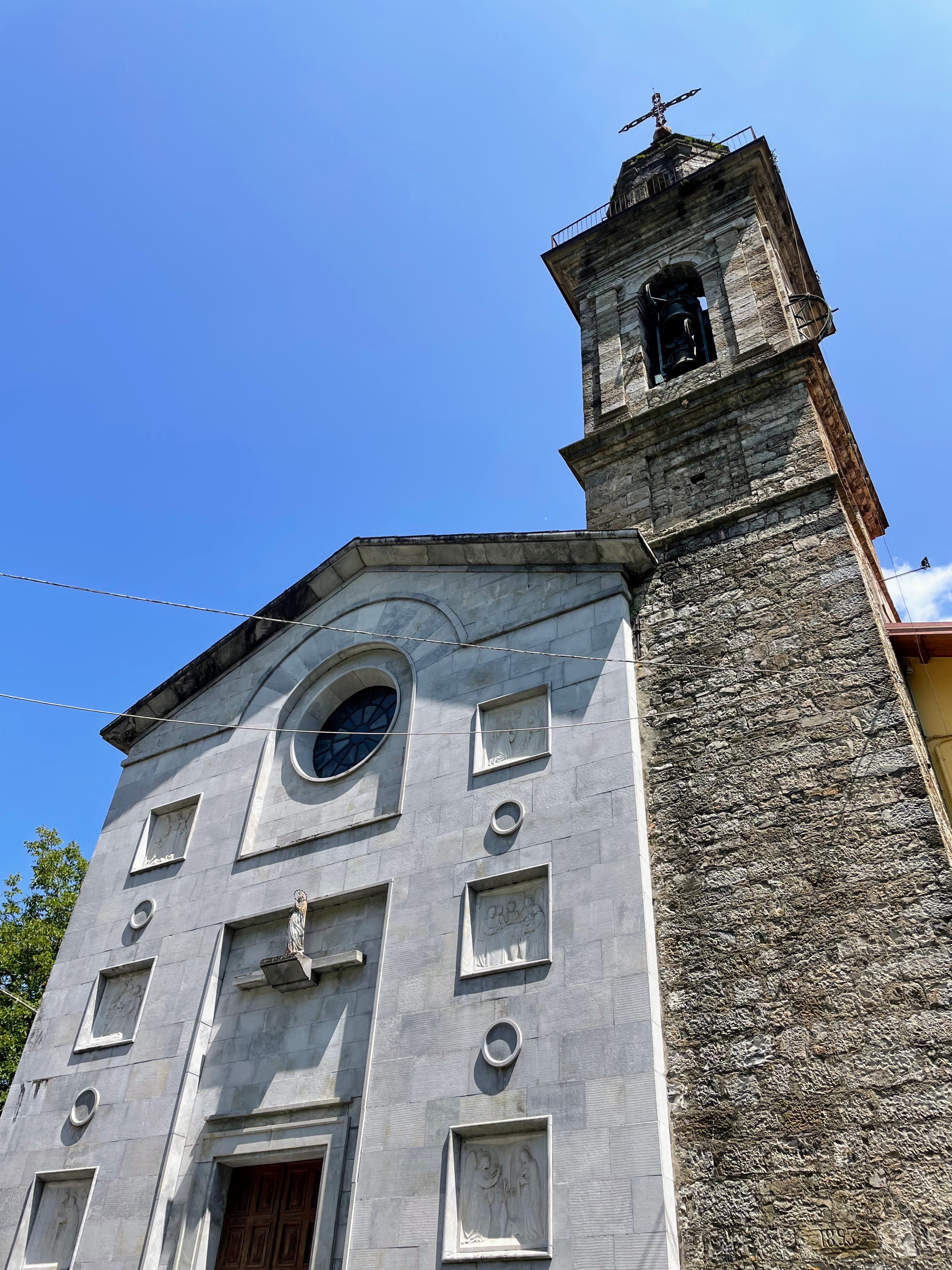
La chiesa parrocchiale di Nostra Signora della Guardia nella frazione di Loco

### Architetture religiose
Le parrocchie dipendono dal vicariato di Bobbio, Alta Val Trebbia, Aveto e Oltre Penice della diocesi di Piacenza-Bobbio.
- Chiesa parrocchiale di San Giovanni Evangelista nel capoluogo. L'attuale struttura della chiesa parrocchiale di Rovegno fu edificata a partire dal 1821 e consacrata nel 1878.
- Cappelletta della Madre del Buon Consiglio di Rovegno.
- Chiesa parrocchiale di San Pietro nella frazione di Casanova. La parrocchia venne eretta nel 1350, mentre la chiesa, secondo alcune fonti storiche locali, fu edificata intorno al XIV secolo. La struttura fu rifatta nel XIX secolo e nella forma attuale nel 1922 grazie ai finanziamenti provenienti soprattutto dai migranti delle Americhe. Dalla parrocchia dipendono l'oratorio della Beata Vergine della Guardia nella frazione Crescione e l'oratorio di San Rocco nella frazione Ventarola.
- Cappella di Canfernasca, situata nel borgo dell'omonima frazione.
- Oratorio della Beata Vergine della Guardia nella frazione di Crescione, edificata successivamente alla seconda guerra mondiale.
- Oratorio di San Rocco nella frazione di Foppiano, edificato nel 1975 in sostituzione della vecchia chiesa crollata, è alle dipendenze della parrocchia di Pietranera.
- Rovine della vecchia chiesa di San Rocco di Foppiano, posta in basso rispetto al paese, sulla vecchia strada verso Pietranera. Già esistente prima del XIX secolo, a causa di movimenti franosi, venne prima rinforzata nel 1927, ma venne abbandonata sul finire degli anni sessanta per l'aggravarsi della situazione.
- Cappelletta di Foppiano, situata lungo la strada che sale da Pietranera a Foppiano.
- Chiesa di San Vincenzo nella frazione di Garbarino, alle dipendenze della parrocchia di Rovegno. Edificata nel corso del XIV secolo, con il rifacimento della facciata nel XVIII secolo, l'odierno edificio venne riedificato tra il 1850 e il 1878 come da iscrizione su una lapide.
- Cappella della Madonna della Guardia nella frazione di Garbarino.
- Chiesa di San Matteo nella frazione di Isola, fondata nel corso della seconda metà del XVII secolo e alle dipendenze della parrocchia di Rovegno; il campanile è risalente al 1894.
- Chiesa parrocchiale di Nostra Signora della Guardia nella frazione di Loco. La primaria edificazione avvenne negli anni venti dell'Ottocento con l'apertura al culto nel settembre 1823; la torre campanaria fu edificata nel 1893 con l'installazione del concerto di campane nel 1910. La parrocchia è stata eretta nel 1920.
- Chiesa parrocchiale di San Giuseppe e Sant'Antonio di Padova nella frazione di Pietranera, già presente nel XIV secolo e ricostruita verso la fine del XIX secolo.
- Vecchia chiesa di Sant'Antonio di Padova di Pietranera, danneggiata il 16 luglio 1847 da un fulmine è tutt’oggi usata come canonica e utilizzata per celebrare la messa nelle domeniche d'inverno.
- Cappelletta di Pietranera, piccola cappelletta in pietre locali posta nel centro del paese.
- Cappelletta di Castelluzzo, sul sentiero che da Pietranera sale al Castelluzzo.
- Oratorio del Santissimo nome di Maria nella frazione di Spescia, alle dipendenze della parrocchia di Rovegno, edificato tra il 1844 e il 1845.
- Oratorio di San Rocco nella frazione di Valle, edificato nel 1885 e leggermente ingrandito nel 1891, alle dipendenze della parrocchia di Rovegno.
- Oratorio di San Rocco nella frazione di Ventarola, edificato nel 1843.

### Architetture civili

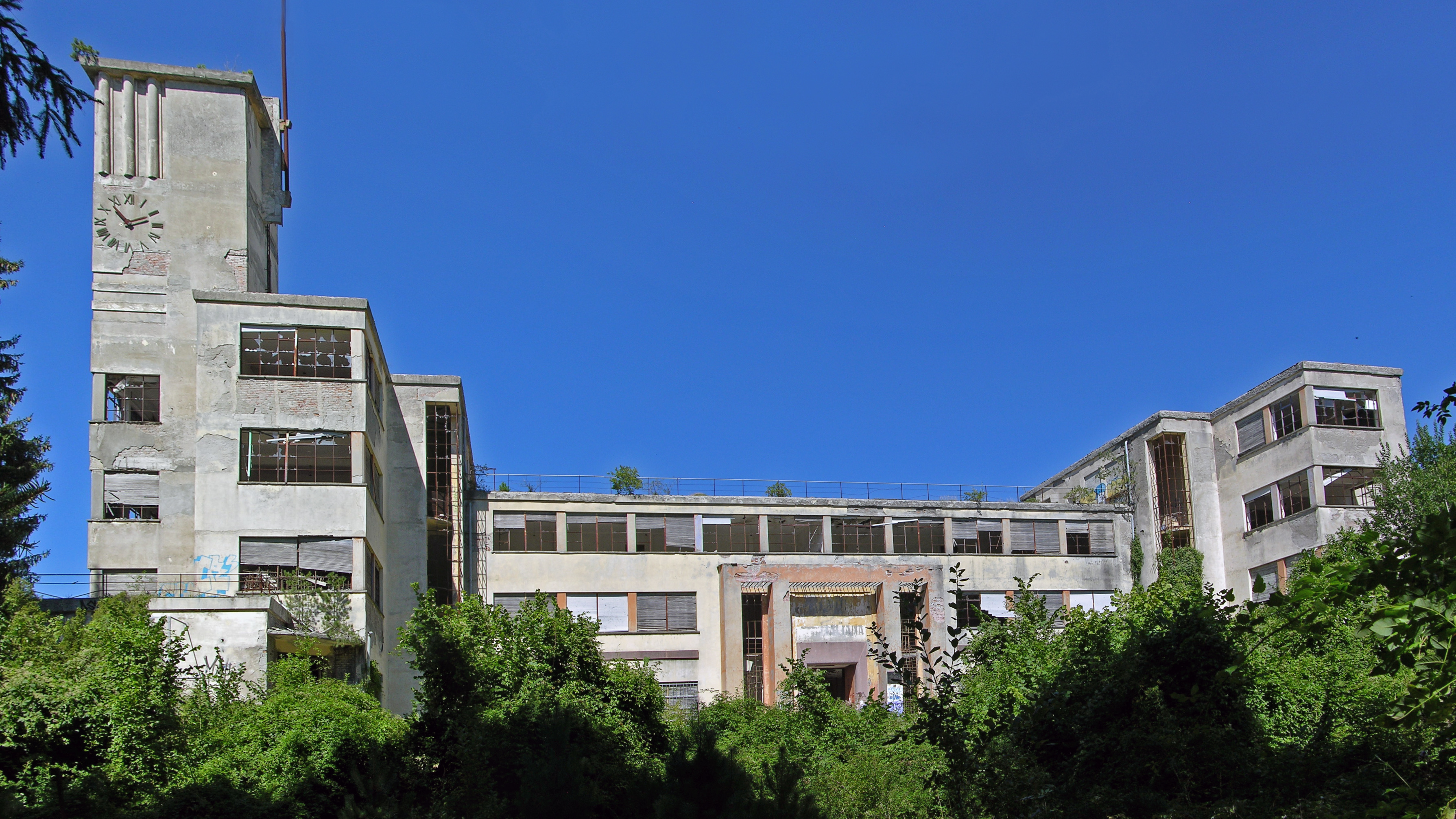
La colonia di Rovegno

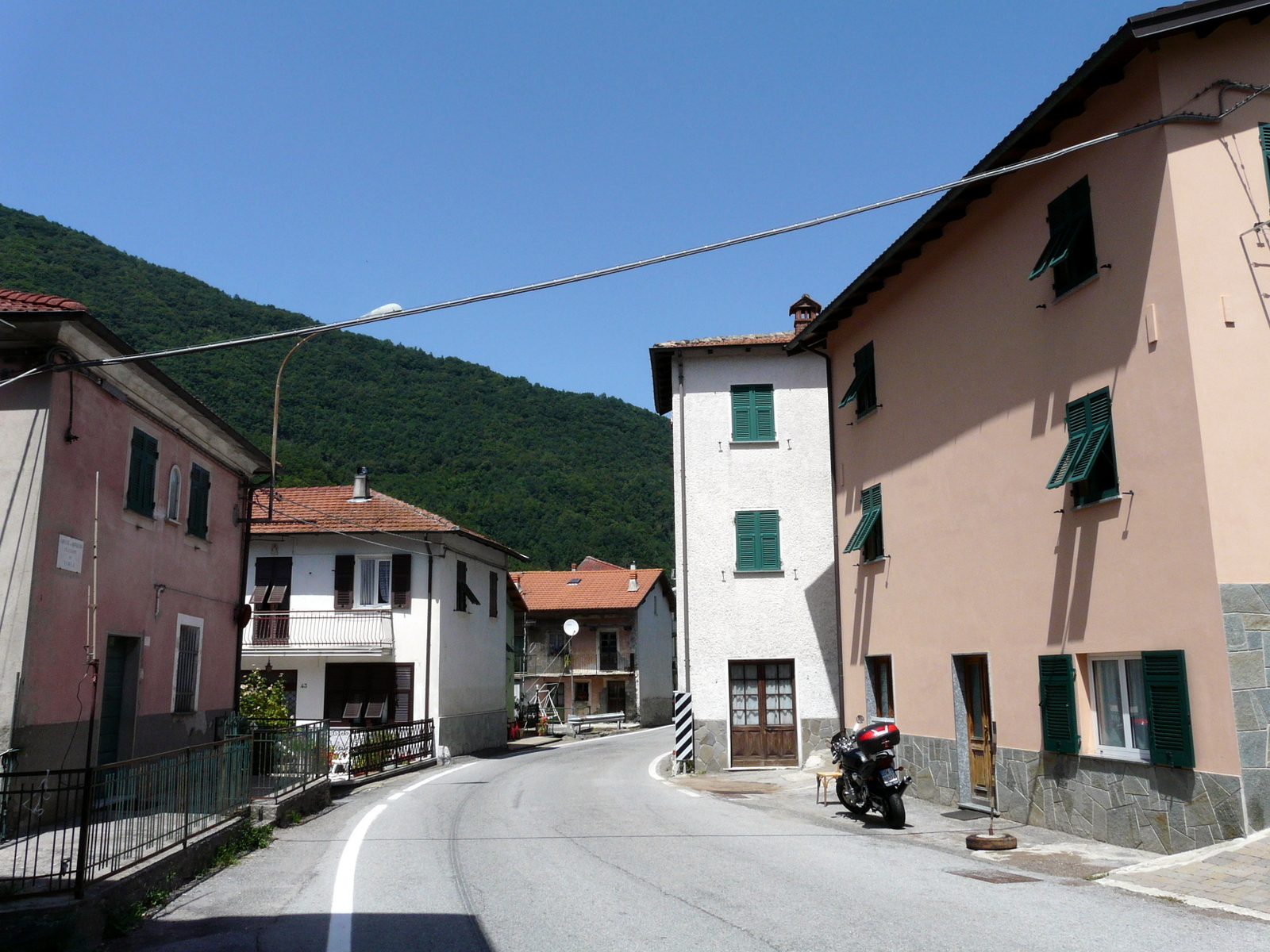
Case lungo la frazione di Isola

- La colonia di Rovegno, costruita nel 1934 nei pressi di Pietranera secondo lo stile del razionalismo italiano. È in stato di abbandono.

- Miniera di rame del monte Linajuolo, già conosciuta in tempi remoti, tra il 1000 e il 1100, era a detta degli esperti una delle più ricche di minerale in Italia. Venne nuovamente sfruttata ancora fino agli inizi del '900 fino al totale abbandono. Oltre al rame nativo (cuprite) vi si estraeva il solfato di rame (o calcantite) e l'azzurrite, vi era anche la presenza di minerali di calcopirite e malachite, con l'estrazione in misura minore di ferro e zinco ed anticamente anche oro, utilizzato dalla Repubblica di Genova per la coniatura del suo genovino. Nell'area vi si trovano sia le tracce dei pozzi di aerazione che gli imbocchi delle varie gallerie parallele ad altezze diverse (Sadowa, Provvidenza, Sardegna, Linajuolo e Prietta Francese o del Francese, delle Fundere, della Cava di Manganese e della Cava di Calcari) scavate nel tempo e molte di esse parzialmente franate.
- "Area Sacrale", area di insediamenti preistorici sopra la località Poggio, caratterizzata da massi e da un particolare dolmen, l'altare di pietra.
- "Bosco di Annibale" (o Bosco del "Giarin"), deve il suo nome al passaggio ed al soggiorno di Annibale e delle sue truppe in val Trebbia, secondo varie leggende pare che il cartaginese, alleato con le tribù liguri dei Casmonates e dei Marici, abbia dovuto fermarsi nel bosco perché ferito a una mano sul vicino monte Lesima.
- Punto panoramico di Colla, raggiungibile da sopra la località Poggio, percorrendo il sentiero per il "Dolmen" ed del "Bosco di Annibale", sovrasta una scarpata di rocce, da dove l'ampia visuale si apre sulla vallata.
- Ponte medioevale di Casanova, sul torrente Pescia. L'antico ponte ad arco in pietra è ubicato nel territorio frazionario di Casanova, nei pressi del confine amministrativo con Fontanigorda, vicino ad un antico mulino e sotto l'area delle Vallegge con le cascate del Pescia.
- Mulino di Casanova detto "del Principe", sotto il borgo di Canfernasca sul torrente Pescia. Secondo alcune fonti storiche locali, il mulino pare già essere funzionante dal XIV secolo.
- Fonte sulfurea di Casanova, sorgenti di acqua solforosa situate appena sotto il borgo di Canfernasca di Casanova.
- Fontana di Cortelezzo, antica fonte situata adiacente alla strada che sale dalla statale alla frazione di Casanova.
- Mulino di Foppiano, utilizzato fin dall'antichità per la macinatura delle castagne e per la farina, dalla primitiva ruota in legno nel 1915 venne sostituita dalla ruota di ferro. Dal 1950 cadde in disuso, recuperato a partire al 1997 come simbolo del paese, assieme agli interni, alla ruota ed alle macine e divenuto un mulino didattico.
- Mulino di Spescia, posto in basso al paese sul torrente Tagliana.

### Architetture militari
- Ruderi del castello medievale, edificato dai marchesi Malaspina, presso la frazione di Casanova.
- Resti del Fortilizio del Castelluzzo di Pietranera sul poggio omonimo.

## Società

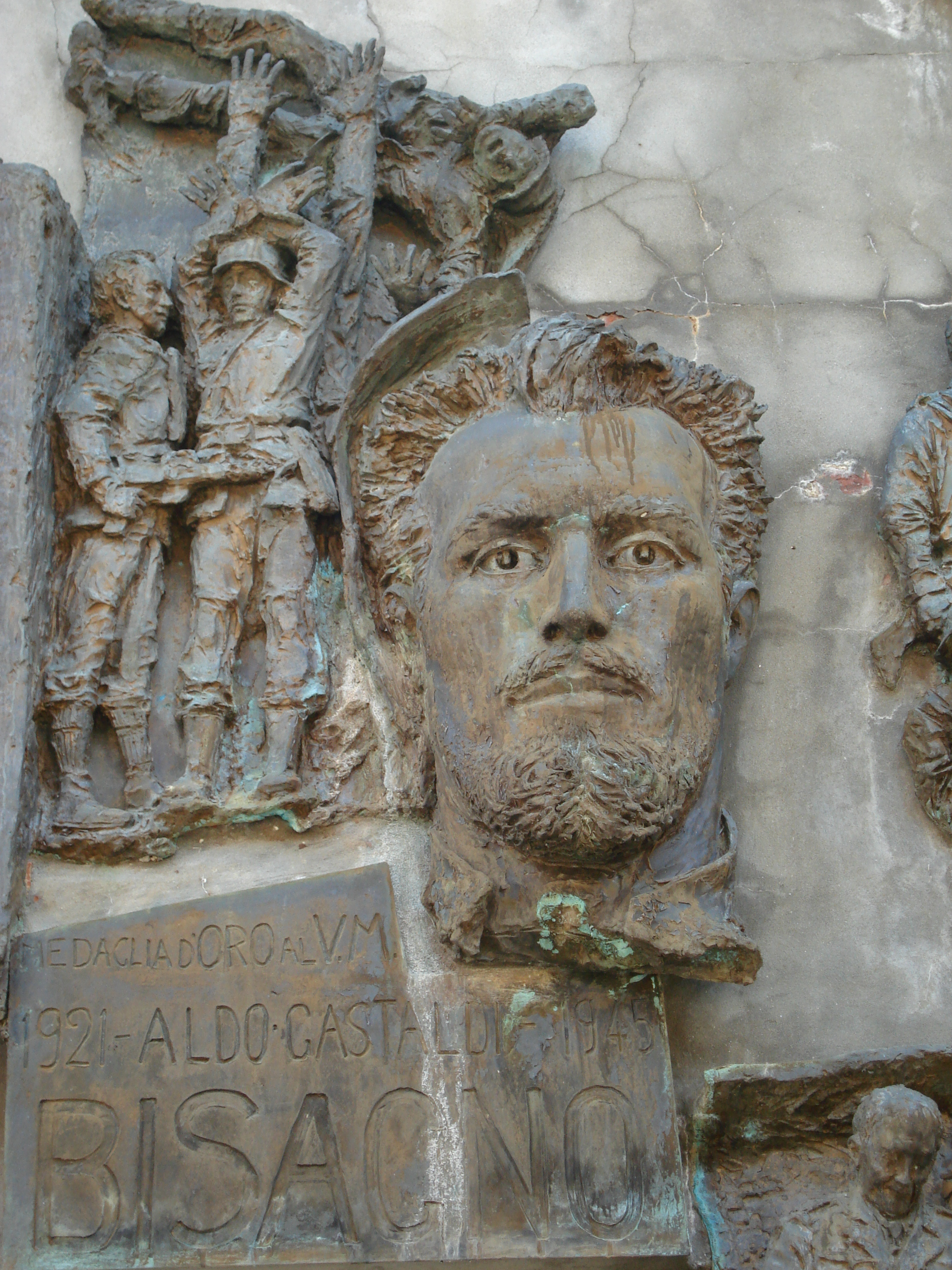
Monumento ad Aldo Gastaldi

### Evoluzione demografica
Abitanti censiti

### Etnie e minoranze straniere
Secondo i dati Istat al 31 dicembre 2022, i cittadini stranieri residenti a Rovegno sono 86, così suddivisi per nazionalità, elencando per le presenze più significative:
1. Romania, 54

## Geografia antropica

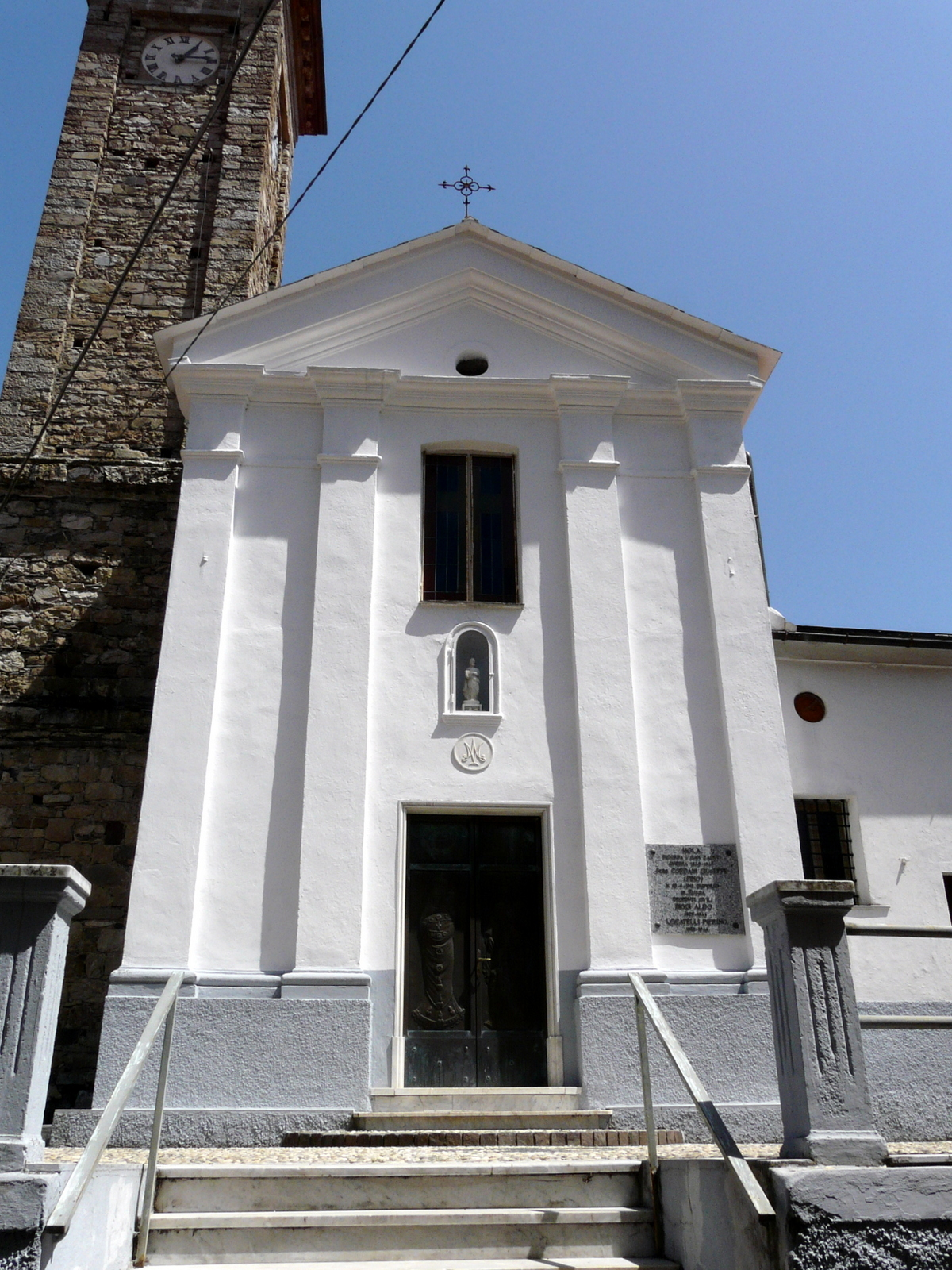
La chiesa di San Matteo nella frazione di Isola

Il territorio comunale è costituito, oltre al capoluogo, dalle frazioni di Canfernasca, Casanova, Crescione, Foppiano, Garbarino, Isola, Loco, Moglia, Pietranera, Spescia, Valle, Ventarola, Zerbo per un totale di 44,09 km².
Confina a nord con i comuni di Gorreto e Ottone (PC), a sud con Fascia, Fontanigorda e Rezzoaglio, ad ovest con Gorreto, Fascia e Fontanigorda, ad est con Rezzoaglio.

## Economia
Si basa principalmente sull'attività agricola, in particolar modo sulla coltivazione e raccolta delle mele, ma anche con produzioni di cereali, patate e legumi; nel territorio viene coltivata la Bianca di Rovegno una varietà della patata quarantina bianca genovese.
Al recente sviluppo del turismo di villeggiatura ed escursionistico, sono altresì praticati l'allevamento del bestiame e lo sfruttamento del sottobosco, soprattutto nella raccolta dei funghi.
Circa le attività di tipo industriale, è stato attivo per  pochi anni uno stabilimento, di proprietà della società Bozzini Group S.r.l., che imbottigliava e distribuiva l'acqua minerale proveniente dalla vicina sorgente della Fonte del Galetto. Attualmente lo stabilimento risulta chiuso.

## Infrastrutture e trasporti

### Strade
Il comune di Rovegno è attraversato principalmente dalla strada statale 45 di Val Trebbia (presso la frazione di Isola) che gli permette il collegamento stradale con Gorreto, a nord, e Montebruno a sud. Ulteriori collegamenti viari del territorio sono la provinciale 17 di Fontanigorda, per raggiungere l'omonimo comune, e la provinciale 18 di Rovegno.

### Mobilità urbana
I trasporti interurbani di Rovegno vengono svolti con autoservizi di linea gestiti da AMT.

## Amministrazione

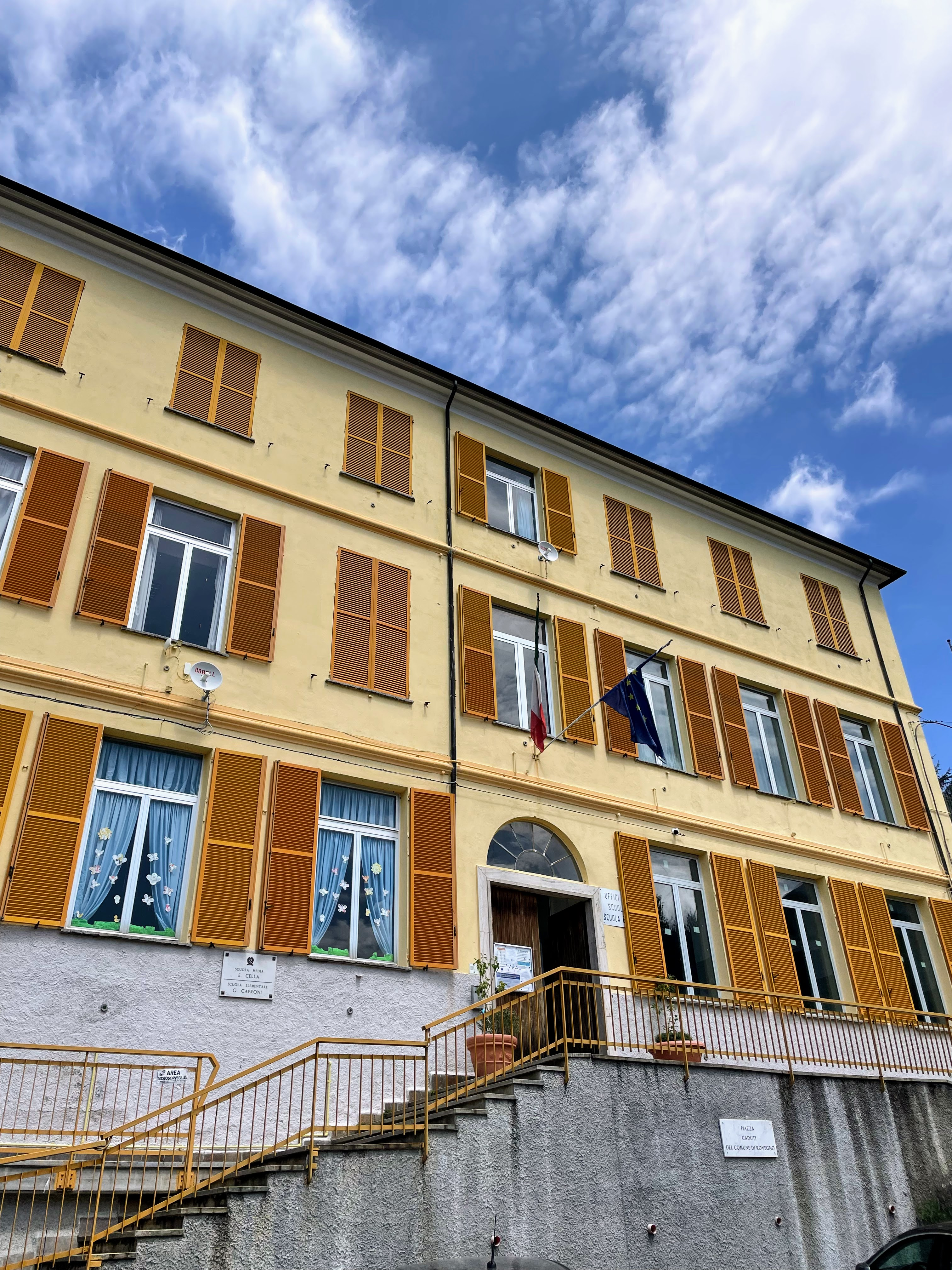
Il municipio

| Periodo          | Periodo          | Primo cittadino         | Partito                                    | Carica         | Note   |
| ---------------- | ---------------- | ----------------------- | ------------------------------------------ | -------------- | ------ |
| 9 luglio 1985    | 26 maggio 1990   | Giacomo Isola           | DC                                         | Sindaco        |        |
| 6 giugno 1990    | 5 luglio 1992    | Antonio Barbieri        | DC                                         | Sindaco        | [ 19 ] |
| 5 luglio 1992    | 15 maggio 1993   | Egidio Isola            | DC                                         | Sindaco        | [ 20 ] |
| 15 maggio 1993   | 12 dicembre 1993 | Pasquale Gioffrè        |                                            | Comm. straord. | [ 21 ] |
| 12 dicembre 1993 | 17 novembre 1997 | Giacomo Isola           | lista civica                               | Sindaco        |        |
| 17 novembre 1997 | 28 maggio 2002   | Giacomo Isola           | lista civica                               | Sindaco        |        |
| 28 maggio 2002   | 29 maggio 2007   | Giuseppe Giovanni Isola | lista civica                               | Sindaco        |        |
| 29 maggio 2007   | 7 maggio 2012    | Giuseppe Giovanni Isola | Uniti per continuare (lista civica)        | Sindaco        |        |
| 7 maggio 2012    | 11 giugno 2017   | Bruno Pepi              | Ripensiamo Rovegno (lista civica)          | Sindaco        | [ 22 ] |
| 11 giugno 2017   | 13 giugno 2022   | Giuseppe Giovanni Isola | Progettiamo un nuovo futuro (lista civica) | Sindaco        |        |
| 13 giugno 2022   | in carica        | Giuseppe Giovanni Isola | Uniti per continuare (lista civica)        | Sindaco        |        |